# Teliamura
Teliamura es un pueblo y nagar Panchayat situado en el distrito de Tripura occidental en el estado de Tripura (India). Su población es de 21032 habitantes (2011). Se encuentra a 45 km de Agartala, la capital del estado.

## Demografía
Según el censo de 2011 la población de Teliamura era de 21032 habitantes, de los cuales 10580 eran hombres y 10452 eran mujeres. Teliamura tiene una tasa media de alfabetización del 93,19%, superior a la media estatal del 87,22%: la alfabetización masculina es del 95,41%, y la alfabetización femenina del 90,95%.